# Camp (County Kerry)
Camp (irisch An Com) ist ein Dorf im County Kerry im Südwesten der Republik Irland.
Die Ortschaft hatte (mit nahem Umland)  im Jahr 2022 152 Einwohner (Stand 2022).

## Lage
Camp liegt etwa 15 Kilometer westsüdwestlich von Tralee am Eingang zur Dingle-Halbinsel an der Tralee Bay.
Von Tralee kommend führt hier der Fernwanderweg „Dingle Way“ weiter nach Annascaul. Die N86 verbindet Camp über Tralee mit Daingean Uí Chúis (Dingle).
Bekannt ist der Ort auch für seinen Sandstrand an der Tralee Bay. In der Nähe erheben sich die Slieve Mish Mountains.

## Sehenswürdigkeiten
- Killelton Oratory, Reste einer kapellenähnlichen Anlage, etwa 2,5 Kilometer nordöstlich von Camp, die aus dem 9./10. Jahrhundert stammt
- Saint Mary’s Church, 1830 errichtete katholische Kirche
- Oghamsteine von Camp

## Partnerschaft
Camp pflegt eine Partnerschaft mit der französischen Gemeinde Glomel im Département Côtes-d’Armor in der Bretagne.